# Font Fresca (Sant Pere de Vilamajor)
La font Fresca o Font Fresca del Samon es troba a l'obaga del turó del Samon, al Sot de la Font Fresca, prop del mas del Samon, al municipi de Sant Pere de Vilamajor, al massís del Montseny.

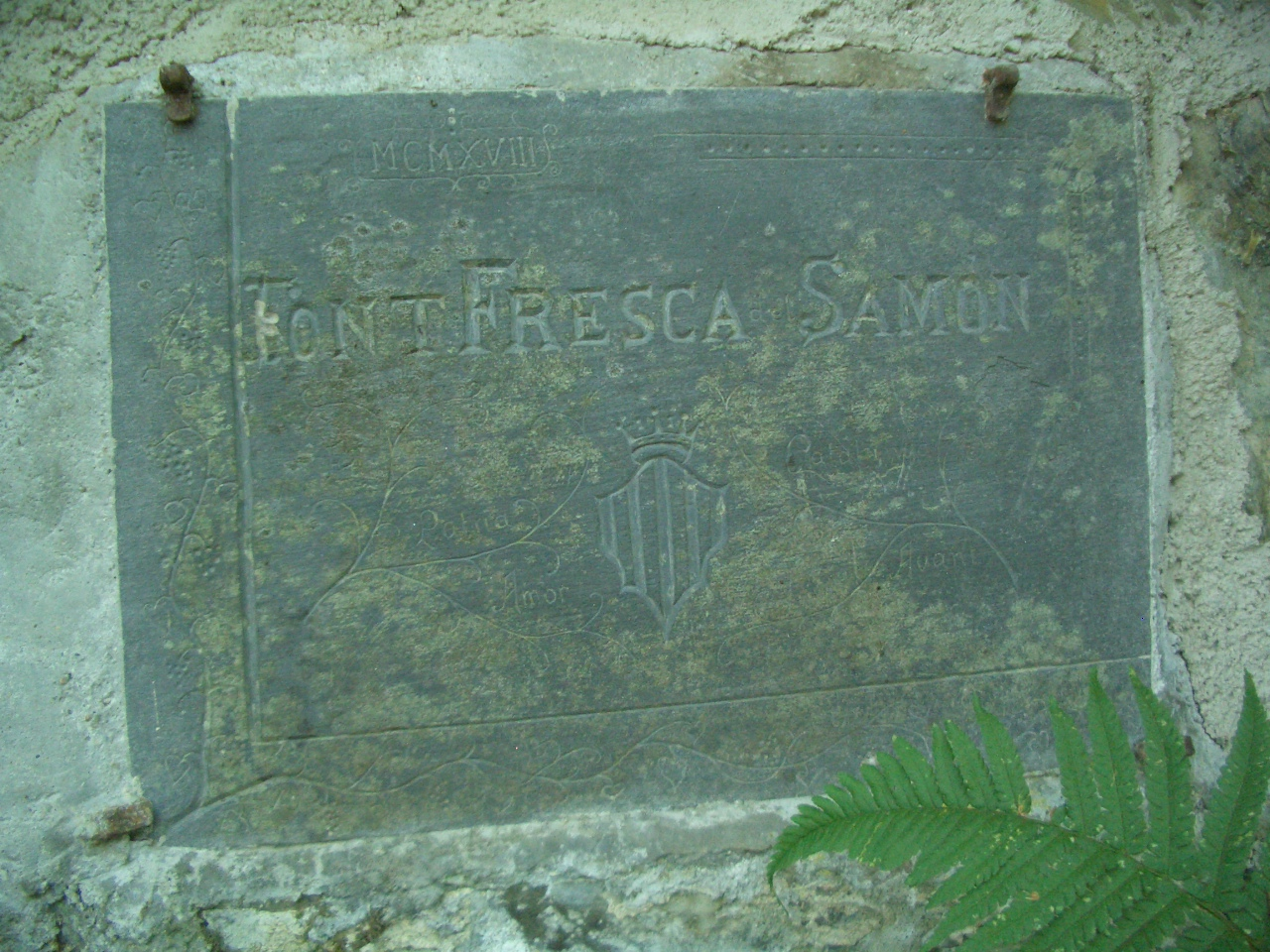
Placa de la font Fresca del 1918

La font és una surgència d'aigua abundant i fresca que s'aprofita per abeurar la masia del Samon a través de conduccions en superfície. La font té una placa de pissarra incrustada a la pedra de la muntanya amb símbols florals, l'escut de Catalunya i la següent inscripció: MCMVIII FONT FRESCA DEL SAMON - Pàtria, Amor, Fe, Catalunya i Avant.
La font era el lloc de costum on es feia l'àpat del dinar de l'aplec de Santa Susanna de Vilamajor.